# Mattia Perin
Mattia Perin (ur. 10 listopada 1992 w Latinie) – włoski piłkarz występujący na pozycji bramkarza we włoskim klubie Juventus F.C., reprezentant kraju. Wychowanek Genoi, w swojej karierze grał także w takich zespołach jak Padova oraz Delfino Pescara 1936. Znalazł się w kadrze reprezentacji Włoch na Mistrzostwa Świata 2014.

## Kariera klubowa
Do pierwszego zespołu Genoa CFC awansował w styczniu 2010 roku. W debiutanckim sezonie grał z numerem 88. Swój debiut na boisku w zespole Genoa CFC rozegrał w meczu ligowym Serie A przeciwko AC Cesena. W lipcu 2011 roku Mattia Perin został wypożyczony do włoskiego zespołu, który rozgrywał swoje mecze w Serie B – Calcio Padova, gdzie w sezonie 2011/2012 rozegrał łącznie 25 meczów. Latem ponownie został wypożyczony z zespołu Genui do Delfino Pescara 1936, który w sezonie 2012/2013 był beniaminkiem w rozgrywkach ligowych Serie A. Rozegrał on w tym zespole łącznie 29 meczów. Od 2014 do 2018 swoje mecze rozgrywał w swoim macierzystym zespole, jakim była Genoa CFC. 
8 czerwca 2018, zespół Juventus F.C. poinformował, że podpisał czteroletni kontrakt z zawodnikiem. Wartość nowej umowy wynosiła 12 milionów euro, a także wnosiła klauzulę dodatkowych 3 milionów euro. Mattia Perin zadebiutował w zespole Juventus F.C. 26 września 2018 w meczu ligowym Serie A z Bologna FC, podczas którego zachował czyste konto. 1 stycznia 2020 został wypożyczony z zespołu Juventus F.C. do Genoa CFC. 1 lipca 2021 powrócił z wypożyczenia do Juventusu. 

## Kariera reprezentacyjna
Aktualne na 20 listopada 2021
| Reprezentacja | Rok     | Mecze | Bramki |
| ------------- | ------- | ----- | ------ |
| Włochy        |         |       |        |
| 2014          | 1       | 0     |        |
| 2018          | 1       | 0     |        |
| Ogólnie       | Ogólnie | 2     | 0      |

| Mecze i gole w reprezentacji | Mecze i gole w reprezentacji | Mecze i gole w reprezentacji | Mecze i gole w reprezentacji | Mecze i gole w reprezentacji | Mecze i gole w reprezentacji | Mecze i gole w reprezentacji |
| Lp.                          | Data                         | Miasto                       | Przeciwnik                   | Gol                          | Wynik                        | Rozgrywki                    |
| ---------------------------- | ---------------------------- | ---------------------------- | ---------------------------- | ---------------------------- | ---------------------------- | ---------------------------- |
| 1.                           | 14.11.2014                   | Genua                        | Albania                      |                              | 1:0                          | towarzyski                   |
| 2.                           | 04.06.2018                   | Turyn                        | Holandia                     |                              | 1:1                          | towarzyski                   |